# Ахтыпаринское вольное общество
Ахтыпари́нское вольное общество или Ахцахское общество (лезг. Ахцагьрин кIватIал) — теократическое лезгинское территориальное образование, существовавшее на территории Южного Дагестана до 1839 года. Состояло из двух союзов сельских общин: Ахтыпара и Хновское общество. Административный центр — Ахты.

## География
Ахтыпаринское вольное общество находилось на юге Дагестана, в средней части Самурской долины (в источниках середины XIX века, вольные общества Самурской долины назывались обществами верхнего Самура), а также включало сёла бассейна реки Ахтычай, за исключением докузпаринских (Магулахское ущелье). На севере Ахтыпара граничила с Курахским союзом сельских общин по гребню Самурского хребта, с 1812 года с Кюринским ханством. На востоке Ахтыпара граничила с Докузпаринским обществом и Мискинджей. На юге — с Ширваном, позже Шекинским ханством по гребню Главного Кавказского хребта. На западе Ахтыпара граничила с Рутульским вольным обществом.

## Административное деление
Ахтыпаринское вольное общество подразделялось на два автономных образования: Ахтыпара (с центром в Ахты) и Хновское общество (с центром в Хнове).
Ахтынское общество
- Ахты, Хкем, Хуля, Гра, Гдынк, Кудчах, Миджах, Смугул, Хал. Селения Гогаз, Усур и Кака вошли в состав общества в 1775 году.[7]

Хновское общество
- Хнов, Борч, Гдым, Маза, Фий[2].

Самоуправлением в сёлах вольного общества занимались аксакалы, избираемые на народных сходах из числа наиболее влиятельных тухумов. В военное время полномочия аксакалов расширялись.

## Судебно-административная система
Судебные отношения между представителями разных тухумов и аулов в Ахтыпаринском вольном обществе регулировались двумя коллегиальными органами:
- Совет Кадия и эфенди. (до середины XVIII в. кадиев не было)
  - Руководствовался шариатом. Регулировал уголовные дела и гражданские дела особой сложности. Ведал вопросами обороны.
- Совет Старейшин.
  - Руководствовался адатами. Регулировал гражданские взаимоотношения.

Споры между представителями одного тухума разбирались старейшинами этого тухума.
Располагались Совет Кадия и эфенди и Совет Старейшин в столице общества, Ахты. Судебные решения исполнялись двумя чавушами — по одному с каждой стороны Ахтов. Избирались они аксакалами при одобрении общества. За свою работу они получали в плату одного быка в год, а также им выплачивали продукты на свадьбах и некое имущество при разбирательствах на суде.
Аксакалов было 40, по количеству тухумов в Ахтах. Из каждого тухума избирался один аксакал. В их деятельность входило регулирование внутренних дел Ахтыпары. Срок мандата аксакала ограничивался желанием его тухума. Аксакал мог передавать своё звание по наследству, однако, без согласия членов тухума наследник не мог вступить в права аксакала, вместо него мог быть избран другой представитель тухума. Постоянной платы за исполнение обязанностей аксакала не было, они имели лишь имущественные выгоды на судах и свадьбах.
Споры между сёлами Ахтыпары разрешались ахтынскими аксакалами. При необходимости собиралось общее войско Ахтыпаринского вольного общества, все сёла общества находились по отношению друг к другу в состоянии военного союза. Войском руководил Совет Кадия и эфенди.

### Хновское общество
Хновское общество — это автономный независимый союз сельских общин, наряду с Ахтыпара, формально (в соответствии с царской администрацией) входивший в состав Ахтыпаринского вольного общества. Центром союза было село Хнов.
В Хновском обществе, в отличие от Ахтыпара, у каждого села имелись свои аксакалы и по одному чавушу. В Хнове и Гдыме от каждого тухума избирался один аксакал, а в остальных сёлах союза количество аксакалов зависело от величины населения, один аксакал от 20 дымов.

## История
К началу XVII века власть беков в Ахты завершается, феодальная система Ахтынского бекства трансформируется в общинную форму взаимоотношений, в результате этих процессов образуется Ахтыпаринское вольное общество. На этот период приходится культурное и экономическое развитие края. Ахтыпара являлась одним из очагов мусульманской науки и образования в Дагестане. Из ахтыпаринских селений вышло множество блестяще образованных учёных. Селение Ахты было одним из крупных центров исламского образования и переписки рукописей. В числе наиболее известных и энциклопедически образованных учёных Дагестана XIX века был кадий из села Ахты Мирза Али аль-Ахты. В экономическом плане Ахты представлял собой важный торгово-ремесленный центр Южного Дагестана, являлся стратегическим пунктом пути, ведущей из Внутреннего Дагестана в Ширван (Кази-Кумух — Нуха). В Ахты привозили товары из Агула, Хнова и Рутула. Сами ахтынцы возили товары на продажу в Нуху и Дербент. В 1578 году в Южный Дагестан вторгаются турки, передавшие управление Ахты и Ихиром аварскому правителю (санжакбег) Тунай-Джалаву (Тунчалав) Бурхану ад-Дину, брату Чопан шамхала Казикумухского. В 1601 году народы Южного Дагестана восстают против турецкого господства. В 1602 году Ахты был разорён ширваншахом Абу-беком Мурзой. В 1620 году сефевидский шах Аббас I организовал поход объединённых сил дербентского Бархудар-султана и шемахинского правителя Юсуп-хана на Ахты, в целях покорения одного из крупных союзов сельских обществ Самурской долины, каковым было Ахтыпаринское вольное общество. В результате похода Ахты был подвержен сильным разрушениям, на его восстановление ушло восемь лет.
Восстановление Ахты началось под руководством Хасана-Али, сына Амал-Мухаммада в 1629 году. В 1630 году ахтынцами была восстановлена крепость, разрушенная иранцами. В 1654 году Ахты был взят рутульцами. В 1734 году войска иранского полководца Надир-шаха подошли к Ахты. Разрушив мост через Самур, ахтынцы укрылись в крепости Шахбани и подготовились к обороне. Однако иранцам удалось восстановить мост в течение суток и приступить к штурму крепости. Вскоре крепость была взята приступом. На окраине села, чтобы устрашить и подтолкнуть население перейти в шиизм, иранские конники растоптали маленьких детей. Большая часть населения была вырезана, село подверглось большим опустошениям. Из Ахты Надир-шах отправился в Куткашен. После ухода Надир-шаха из Дагестана, ахтынцы, в составе объединённых лезгинских сил взяли крепость Худат. В 1735 году Надир-шах вторгся в Табасаран, откуда выслал шеститысячный карательный отряд на Ахтыпаринское и Докузпаринское общества. Беженцы из Самурской долины были остановлены иранцами у села Кабир. В 1738 году Джаро-Белоканские общества подняли восстание против иранского владычества. Осенью того же года на карательную экспедицию против них отправился брат Надир-шаха, Ибрагим-хан. На помощь джаро-белоканцам вышли отряды табасаранцев, хиналугцев, докузпаринцев и ахтыпаринцев, общей численностью в 20 тысяч воинов. Иранцы были разбиты, из 32-тысячного войска спаслось бегством лишь 8 тысяч. В битве был убит и сам Ибрагим-хан, вместе с ним также и Угурлу-хан Гянджинский с высокопоставленными военачальниками. Горцы захватили в трофеи всю вражескую артиллерию, насчитывавшую 30 пушек.
К концу XVIII века отмечается возвышение Ахтыпаринского вольного общества, которое усилилось и политически, и территориально, и по количеству населения. По сведениям этнографа Густава Гербера XVIII века, ахтыпаринцы совместно с другими вольными обществами Самурской долины (Алтыпара, Докузпара, Рутул) совершали набеги на Грузию.

### Вхождение в состав Российской империи
В 1809 году Ахтыпаринское вольное общество изъявило желание войти в состав России, юридически это было скреплено в феврале 1811 года. Однако политическое устройство общества не подверглось изменениям, вопросы внутреннего урегулирования решались как и раньше. При этом Ахтыпара обязывалась выплачивать царской администрации подати. После подавления Кубинского восстания и поражения в сражении у урочища Аджи-Ахур, в 1839 году Ахты был взят войсками генерала Головина. Ахтыпаринское вольное общество было ликвидировано как государственное образование, на его месте было основано Ахтыпаринское наибство Самурского округа Прикаспийского края, с 1860 года Дагестанской области.

## Население
Конфессиональный состав общества был однородным, население исповедовало ислам суннитского толка. Этнический состав был бинарным — сёла Хнов и Борч населяли рутульцы, а все остальные сёла общества — лезгины. По данным генерал-майора Граббе, в 1820-х годах Ахтыпаринское общество состояло из 15 селений общей численностью населения в 1500 семейств.
В середине XVIII века, лезгины Ахтыпыры массово переселились в Джаро-Белоканы. Дагестанский историк, Шахбан Хапизов в грузинских архивных документах выявил, что ахтыпаринские лезгины в Мухахском ущелье основали села Калал, Эзгили и Джимджимах. Позже, ахтыпаринские лезгины перешли на родственный цахурский язык. Уже во второй половине XIX в. селения Джимджимах и Эзгили Закатальского округа перешли на тюркский язык общения, хотя и называли себя лезгинами, а в переписях ошибочно указаны, как «мугалы».

## Дипломатия
- В 1724 году при подписании Константинопольского мира с Османской империей, Россия признала вольные общества Южного Дагестана сферой интересов Турции. При этом с представителями Ахтыпары переговоры не велись, фактически и юридически общество являлось независимым[23].
- В 1804 году, после начала русско-персидской войны, персы разослали фирманы вольным обществам и ханствам Дагестана с призывами о военных действиях против России. Призывы не возымели действия[24].